# Thomas Gamiette
Thomas Gamiette, né le 21 juin 1986 à Épinay-sur-Seine, est un footballeur français, international guadeloupéen évoluant au poste de milieu de terrain au FC Fleury 91.

## Carrière

### En club
Thomas Gamiette commence sa carrière de footballeur au centre de formation du Paris SG, il joue pendant trois ans en équipe réserve du PSG qui évolue en CFA et il y dispute 36 matchs pour deux buts.
Il reste dans la région parisienne pour jouer à l'Entente Sannois Saint-Gratien et joue au troisième niveau français : en National. Il reste deux saisons pleines dans ce club avec 72 matchs et sept buts.
Il se fait repérer en Ligue 2 au Stade de Reims qui le considère comme sa plaque tournante au milieu de terrain. Titulaire indiscutable pendant trois ans, il souhaite changer d'air et signe en fin de contrat au Tours FC, club qui le suivait depuis trois ans. Le 1er juillet 2013, son contrat au Tours FC se termine et il devient libre.
Le 26 août 2014, il rejoint le Paris FC après un détour par la Thaïlande.

### En sélection nationale
Thomas Gamiette participe à deux Gold Cup avec l'équipe de Guadeloupe et totalise huit sélections avec cette équipe. Le 8 octobre 2014, il marque son premier but en sélection face à Saint-Vincent-et-les-Grenadines.

## Statistiques
| Saison                | Club                  | Championnat           | Championnat | Championnat | Coupe nationale | Coupe nationale | Coupe de la Ligue | Coupe de la Ligue | Guadeloupe | Guadeloupe | Total | Total |
| Saison                | Club                  | Division              | M.          | B.          | M.              | B.              | M.                | B.                | M.         | B.         | M.    | B.    |
| 2006-2007             | Entente SSG           | National              | 33          | 1           | 2               | 1               | -                 | -                 | -          | -          | 35    | 2     |
| 2007-2008             | Entente SSG           | National              | 37          | 5           | -               | -               | -                 | -                 | -          | -          | 37    | 5     |
| 2008-2009             | Stade de Reims        | Ligue 2               | 37          | 1           | -               | -               | 1                 | 0                 | -          | -          | 38    | 1     |
| 2009-2010             | Stade de Reims        | Ligue 2               | 21          | 1           | -               | -               | -                 | -                 | 4          | 0          | 25    | 1     |
| 2010-2011             | Stade de Reims        | Ligue 2               | 32          | 2           | 6               | 1               | 2                 | 1                 | 3          | 0          | 43    | 4     |
| 2011-2012             | Tours FC              | Ligue 2               | 29          | 1           | 1               | 0               | 2                 | 0                 | -          | -          | 32    | 1     |
| 2012-2013             | Tours FC              | Ligue 2               | 31          | 1           | -               | -               | 2                 | 1                 | -          | -          | 33    | 2     |
| 2014                  | BEC Tero Sasana       | Thai Premier League   | 3           | 0           | -               | -               | -                 | -                 | -          | -          | 3     | 0     |
| 2014-2015             | Paris FC              | National              | 24          | 1           | 3               | 1               | -                 | -                 | 3          | 1          | 30    | 3     |
| 2015-2016             | Paris FC              | Ligue 2               | 29          | 0           | 1               | 0               | 1                 | 0                 | 2          | 0          | 33    | 0     |
| 2016-2017             | Bourg-en-Bresse 01    | Ligue 2               | 23          | 0           | 1               | 0               | 1                 | 0                 | -          | -          | 25    | 0     |
| 2017-2018             | Bourg-en-Bresse 01    | Ligue 2               | 5           | 0           | -               | -               | -                 | -                 | -          | -          | 5     | 0     |
| Total sur la carrière | Total sur la carrière | Total sur la carrière | 304         | 13          | 14              | 3               | 9                 | 2                 | 12         | 1          | 339   | 19    |